# Inedito World Tour 2011-2012
Inédito World Tour es la sexta gira de la cantante italiana Laura Pausini, que comenzó en Rimini el 18 de diciembre de 2011 y finalizó en agosto de 2012. Durante esta gira se promociona el disco Inédito, el cual ha superado ya más del millón de copias vendidas. El CD Inédito+DVD Live que fue grabado durante esta gira mundial fue lanzado el 27 de noviembre de 2012, y las fechas de los conciertos de diciembre fueron anuladas debido al anunciado embarazo de la cantante.

## Escenario y puesta en escena
La gira contó con la dirección de Marco Balich (creador de las ceremonias de inauguración y clausura de los Juegos Olímpicos de Turín 2006, las celebraciones por el Bicentenario de México, la inauguración del estadio del equipo de fútbol italiano ‘Juventus’ y él organizará también los eventos más importantes de los Juegos Olímpicos en Río de Janeiro 2016). La escenografía de Mark Fisher (arquitecto inglés y diseñador de escenarios para Pink Floyd y U2, creador del montaje para el Cirque du Soleil). Las luces de Patrick Woodroffe (diseñador de iluminación de Bob Dylan, AC / DC, Depeche Mode, Rolling Stone, hasta ‘This is it’, el espectáculo inconcluso de Michael Jackson). Las coreografías de Nikos Lagousakos (coreógrafo de la inauguración del Campeonato Mundial de Esgrima en 2006 y del Campeonato Mundial de Natación en 2009, y también fundador de la Compañía Plithos). El vestuario de Catherine Buyse (jefa departamento de trajes para películas como Star Wars, The italian Job y El Turista, diseñadora de vestuario para eventos como el 
Sensation Show Carnaval de Venecia y ‘Indian Wedding’), así como el de Roberto Cavalli y la casa de moda inglesa CuteCircuit, especializada en moda interactiva, que diseñó exclusivamente para la artista una falda de chiffon italiano iluminada con LEDs. La famosa casa de joyería de moda de Swarovski ha colaborado en el marco de la gira, proporcionando unas pocas piezas de bellas mujeres y colección masculina otoño invierno 2011-2012, el cual será usado por el cantante y los otros actores en el escenario, con la línea de Swarovski, la marca ha Laura decoradas exclusivamente para una chaqueta de cuero y los micrófonos, con más de 10.000 cristales.

## Tragedia de Reggio Calabria
La madrugada del 5 de marzo de 2012, una de las estructuras del escenario en el que ese día por la noche iba a actuar la cantante se desplomó causando la muerte a una de las personas del equipo que acompaña a Laura en su gira.
Alrededor de las dos de la madrugada, Matteo Armellini, uno de los técnicos de Laura Pausini, murió en el acto al venirse abajo la estructura en la que se encontraba trabajando en esos momentos, causando heridas de gravedad a otros dos operarios que tuvieron que ser trasladados inmediatamente al hospital de la región italiana.
La cantante, decidió cancelar el concierto que tenía que haberse celebrado el pasado en el Palacio de los Deportes de Calabria, al sur de Italia. Esta no es la primera vez que un operario muere montando el escenario de un artista italiano. En diciembre de 2011, moría en Trieste uno de los técnicos del cantante Jovanotti.
«Escribir estas palabras me resulta realmente muy difícil y doloroso. Me encuentro inmersa en un estado de confusión y de fragilidad extremos. Esta noche, mi amigo y compañero de viaje Matteo Armellini ha fallecido en Reggio Calabria», podía leerse en la web oficial de Pausini tras el fatal accidente.

## Banda y Bailarines

### Banda
- Paolo Carta: Guitarra, Dirección musical.[7][8]
- Bruno Zucchetti: Piano, Teclados
- Nicola Oliva: Guitarra eléctrica[9]
- Emiliano Bassi: Batería
- Matteo Bassi: Bajo eléctrico
- Roberta Granà: Coros y Guitarra en Jamás Abandone/Non ho mai smesso
- Mónica Hill: Coros y Tambores en Y mi banda toca el rock/La mia banda suona il rock
- Gianluigi Fazio: Coros, Guitarra y Flauta traversa.

### Bailarines
- Stefano Benedetti (Etapa latinoamericana)
- Valentina Beretta (Etapa latinoamericana)
- Bruno Centola
- Santo Giuliano
- Luca Paoloni
- Erika Simonetti
- Tiziana Vitto (Etapa latinoamericana)

## Repertorio
| Italia & Europa |
| --- |
| [Intro] 1. Benvenuto 2. Io canto 3. Resta in ascolto 4. Con la musica alla radio (1° Cambio de Ropa) 5. Bastava 6. Un'emergenza d'amore 7. Medley Passione: Troppo Tempo/Il tuo nome in maiusculo/Casomai/Mi tengo/Il coragio che non c'é 8. Medley Dance: Surrender/Bellisimo cosi (2° Cambio de Ropa) 9. Nel primo sguardo 10. E ritorno da te 11. Medley Primi singoli: Incancellabile/Strani amori/La solitudine (3° Cambio de Ropa) 12. Inédito 13. Primavera in anticipo (It is my song) 14. Come se non fosse stato mai amore 15. Le cose che non m aspetto 16. Non c'é (4° Cambio de Ropa) 17. Medley Luna: Celeste/La geografía del mio cammino/Nessuno sa/Gente 18. Vivimi 19. Tra te e il mare (5° Cambio de Ropa) 20. Invece no (Bis) (6° Cambio de Ropa) 21. La mia banda suona il rock (7° Cambio de Ropa) 22. Non ho mai smesso |

| Brasil |
| --- |
| [Intro] 1. Benvenuto 2. Io canto 3. Resta in ascolto 4. Con la musica alla radio (1° Cambio de Ropa) 5. Bastava 6. Un'emergenza d'amore 7. Medley Passione: Troppo Tempo/Il tuo nome in maiusculo/Casomai/Mi tengo/Il coragio che non c'é 8. Medley Dance: Surrender/Bellisimo cosi (2° Cambio de Ropa) 9. 'No primeiro olhar 10. E ritorno da te 11. Medley Primi singoli: Inesquecível/Strani amori/La solitudine (3° Cambio de Ropa) 12. Inédito 13. Primavera in anticipo (It is my song) 14. Come se non fosse stato mai amore 15. Le cose che non mi aspetto 16. Non c'é (4° Cambio de Ropa) 17. Medley Luna: Celeste/La geografía del mio cammino/Nessuno sa/Gente 18. Vivimi 19. Tra te e il mare (5° Cambio de Ropa) 20. Invece no (Bis) (6° Cambio de Ropa) 21. La mia banda suona il rock (7° Cambio de Ropa) 22. No ho mai smesso |

| América Latina & España |
| --- |
| [Intro] 1. Bienvenido 2. Yo canto 3. Escucha atento 4. Con la música en la radio (1° Cambio de Ropa) 5. Bastaba 6. Emergencia de amor 7. Medley Pasión: Hace tiempo/Tu nombre en mayúsculas/Menos mal/Mi quedo/El valor que no se ve 8. Medley Dance: Surrender/Bellísimo así (2° Cambio de Ropa) 9. A simple vista 10. Volveré junto a ti 11. Medley Primeros Éxitos: Inolvidable/Amores extraños/La soledad (3° Cambio de Ropa) Solo de guitarra 12. Inédito - Lo exacto opuesto de ti 13. Primavera anticipada (It is my song) 14. Como si no nos hubiéramos amado 15. Dispárame, dispara 16. Se fue (4° Cambio de Ropa) 17. Medley Luna: Así Celeste/La geografía de mi camino/Quien lo sabra/Gente 18. Víveme 19. Entre tu y mil mares (5° Cambio de Ropa) 20. En cambio no (Bis) (6° Cambio de Ropa) 21. Y mi banda toca rock (7° Cambio de Ropa) 22. Jamás Abandone |

| Interpretaciones especiales |
| --- |
| - El 23 de diciembre en Milán canta a dueto con Eleonora Crupi la canción Bastava. - El 3 de enero en Roma canta Quello che le donne non dicono para saludar y homenajear a Fiorella Mannoia quien se encontraba entre el público. - El 21 de enero en Sao Paulo canta al final del concierto un fragmento de Agora nao. - En Buenos Aires y Caracas el Medley Luna ha sido cantado en italiano. - En Buenos Aires y Santo Domingo Las cosas que no me espero sustituye a Dispárame, dispara. - En Lima al final del concierto ha cantado Quiero decirte que te amo a capela. - En Caracas, Como si no nos hubiéramos amado y Escucha atento han sido cantadas con fragmentos en italiano. - El concierto de México DF ha sido dedicado a Whitney Houston y al final de concierto ha cantado a capela un fragmento de Greatest Love of All. - El 13 de abril durante el concierto en el Palais Omnisports de Paris-Bercy ha cantado a dueto con Hélene Segara “On N'Oublie Jamais Rien, On Vit Avec”. - El 20 de abril en Madrid las canciones "Bellísimo Así" y el "Medley Luna" han sido cantadas en italiano y al final del concierto canta a capela "Las Cosas que Vives". - El 22 de mayo durante el concierto en el Royal Albert Hall en Londres ha interpretado “It's not good-bye”. |

## Primera parte

### Fecha cero
- 18 de diciembre de 2011, Rimini (Italia), 105 Stadium[11] (Concierto Gratuito solo para miembros del Club de Fanes Oficial)

### Pre-Tour Milán - Roma
diciembre
- 22 de diciembre de 2011, Milán (Italia), Mediolanum Forum de Assago[12][13][14][15][16]
- 23 de diciembre de 2011, Milán (Italia), Mediolanum Forum de Assago[17][18]
- 25 de diciembre de 2011, Milán (Italia), Mediolanum Forum de Assago Show Especial (Irene Grandi, Artista Invitada)[19][20][18]
- 26 de diciembre de 2011, Milán (Italia), Mediolanum Forum de Assago[21] (Eleonora Cupri, Artista Invitada)[22][23]
- 28 de diciembre de 2011, Milán (Italia), Mediolanum Forum de Assago[24]
- 29 de diciembre de 2011, Milán (Italia), Mediolanum Forum de Assago[25][26]
- 31 de diciembre de 2011, Roma (Italia), PalaLottomatica Show Especial[27][28][29][30][31][32] (Syria y Paola e Chiara, Artistas Invitadas)[33]

enero
- 1 de enero de 2012, Roma (Italia), PalaLottomatica
- 3 de enero de 2012, Roma (Italia), PalaLottomatica
- 4 de enero de 2012, Roma (Italia), PalaLottomatica
- 6 de enero de 2012, Roma (Italia), PalaLottomatica[34]

### Tour América Latina
enero
- 21 de enero de 2012, São Paulo (Brasil), Credicard Hall[35]
- 22 de enero de 2012, São Paulo (Brasil), Credicard Hall[36]
- 23 de enero de 2012, São Paulo (Brasil), Credicard Hall[37]
- 25 de enero de 2012, Buenos Aires (Argentina), Luna Park[38][39]
- 27 de enero de 2012, Santiago (Chile), Movistar Arena[40][41]
- 30 de enero de 2012, Lima (Perú), Jockey Club del Perú[42][43][44][45]

febrero
- 2 de febrero de 2012, Caracas (Venezuela), Terraza CCCT
- 6 de febrero de 2012, Panamá (Panamá), Figali Convention Center[46][47]
- 8 de febrero de 2012, Santo Domingo (República Dominicana), Palacio de los deportes[48]
- 10 de febrero de 2012, Monterrey (México), Arena Monterrey[49][50]
- 12 de febrero de 2012, Ciudad de México (México), Auditorio Nacional[51][49]
- 14 de febrero de 2012, Guadalajara (México), Arena VFG[52][53]

### Tour Italiano
marzo
- 2 de marzo de 2012, Ancona (Italia), PalaRossini
- 3 de marzo de 2012, Ancora (Italia), PalaRossini
- 18 de marzo de 2012, Florencia (Italia), Nelson Mandela Forum[56]
- 19 de marzo de 2012, Florencia (Italia), Nelson Mandela Forum
- 21 de abril de 2012, Caserta (Italia), PalaMaggiò
- 22 de abril de 2012, Caserta (Italia), PalaMaggiò
- 24 de marzo de 2012, Génova (Italia), 105 Stadium[57]
- 25 de marzo de 2012, Génova (Italia), 105 Stadium
- 27 de marzo de 2012, Turín (Italia), PalaOlimpico
- 28 de marzo de 2012, Turín (Italia), PalaOlimpico
- 30 de marzo de 2012, Treviso (Italia), Palaverde[58]
- 31 de marzo de 2012, Treviso (Italia), Palaverde

abril
- 2 de abril de 2012, Treviso (Italia), Palaverde[59][60]
- 5 de abril de 2012, Acireale (Italia), PalaTupparello[61][62]
- 6 de abril de 2012, Acireale (Italia), PalaTupparello[63]

### Tour Europeo
abril
- 10 de abril de 2012, Zúrich (Suiza), Hallenstadion
- 11 de abril de 2012, Ginebra (Suiza), SEG Geneva Arena
- 13 de abril de 2012, París (Francia), Palais Omnisports de Paris-Bercy. (Helene Segara, artista invitada.)
- 14 de abril de 2012, Bruselas (Bélgica), Forest National
- 17 de abril de 2012, Bolonia (Italia), Unipol Arena
- 20 de abril de 2012, Madrid (España), Wizink Center[64][65]
- 21 de abril de 2012, Barcelona (España), Palau Sant Jordi
- 24 de abril de 2012, Toulouse (Francia), Le Zenith
- 26 de abril de 2012, Niza (Francia), Palais Nikaia
- 27 de abril de 2012, Marsella (Francia), Le Dome
- 29 de abril de 2012, Metz (Francia), Galaxie
- 30 de abril de 2012, Estrasburgo (Francia), Le Zenith

mayo
- 2 de mayo de 2012, Lyon (Francia), Halle Tony Garnier
- 3 de mayo de 2012, Grenoble (Francia), Palais des sports
- 6 de mayo de 2012, Viena (Austria), Wiener Stadthalle
- 8 de mayo de 2012, Berlín (Alemania), O2 World
- 10 de mayo de 2012, Múnich (Alemania), Circus Krone
- 11 de mayo de 2012, Múnich (Alemania), Circus Krone
- 13 de mayo de 2012, Stuttgart (Alemania), Beethovensaal
- 15 de mayo de 2012, Düsseldorf (Alemania), Philips Halle
- 17 de mayo de 2012, Hamburgo (Alemania), Laeiszhalle
- 19 de mayo de 2012, Ámsterdam (Países Bajos), Heineken Music Hall
- 20 de mayo de 2012, Amberes (Bélgica), Lotto Arena
- 22 de mayo de 2012, Londres (Reino Unido), Royal Albert Hall

## Segunda Parte

### Summer tour
junio
- 4 de junio de 2012, Verona (Italia), Arena de Verona[66]
- 5 de junio de 2012, Verona (Italia), Arena de Verona
- 6 de junio de 2012, Verona (Italia), Arena de Verona[67]
- 9 de junio de 2012, Perugia (Italia), PalaEvangelist

julio
- 7 de julio de 2012, Lucca (Italia), Plaza Napoleón (Festival de verano de Lucca)[68]
- 14 de julio de 2012, Locarno (Suiza), Piazza Grande (Moon & Stars Festival)
- 18 de julio de 2012, Bari (Italia), Estadio de la Victoria
- 21 de julio de 2012, Palermo (Italia), Velódromo Paolo Borsellino. (Claudio Baglioni, artista invitado.)
- 27 de julio de 2012, Nápoles (Italia), Plaza del Plebiscito. (Pino Daniele, artista invitado.)

agosto
- 1 de agosto de 2012, Ta' Qali (Malta), Estadio Nacional
- 6 de agosto de 2012, Pescara (Italia), Estadio Adriático
- 16 de agosto de 2012, Montecarlo (Mónaco), Sporting Club

## Ciudades con más fechas
| # | Ciudad    | País   | Número de fechas |
| - | --------- | ------ | ---------------- |
| 1 | Milán     | Italia | 6                |
| 2 | Roma      | Italia | 5                |
| 3 | São Paulo | Brasil | 3                |
| 4 | Treviso   | Italia | 3                |
| 5 | Verona    | Italia | 3                |

## Eventos cancelados y pospuestos
- 4 de febrero de 2012, San José (Costa Rica), Palacio de los deportes[69]

El 31 de enero mediante un comunicado de prensa los agentes representantes de Pausini informaron la cancelación de la presentación de la artistas italiana el 4 de febrero en el Palacio de los Deportes Costa Rica debido, según la nota, "a que TMG Producciones empresa responsable de organizar la actividad, no ha cumplido a nivel contractual su trabajo, olvidando por completo las garantías técnicas y de organización para el éxito del espectáculo". Ante esto Pausini se mostró triste ya que en sus 18 años de viajar por el mundo con sus shows nunca había cancelado una fecha, en el comunicado agregaron unas palabra de la artista:
“Estamos todos muy tristes, incrédulos y quiero decir a mis fanes en Costa Rica que lo siento más que nunca de no poderlos encontrar, haremos lo posible para regresar pronto, ahora esto es lo que deseo más que todo. Me han dicho que el dinero de los boletos comprados serán devueltos a todos, eso es lo mínimo que se debe hacer para respetar a mi querido público, que abrazo con cariño sincero”, comentó.
- 5 de marzo de 2012, Reggio Calabria (Italia), Palacalifiore

La madrugada del 5 de marzo el escenario sobre el que cantaría Laura se desplomó mientras era armado, provocando la muerte de un operario y heridas en otros dos, mediante una carta Laura expreso su desconcierto y su dolor por la muerte de Matteo Armellini. Así mismo la empresa F&P Group anuncio la cancelación del concierto, y cambio de fecha de las presentaciones de los siguientes 15 días, así como sus condolencias por la muerte de Matteo.
- 7 de marzo de 2012, Acireale (Italia), PalaSport

Pospuesto para el 5 de abril.
- 8 de marzo de 2012, Acireale (Italia), PalaSport

Pospuesto para el 6 de abril. 
- 11 de marzo de 2012, Bolonia (Italia), Unipol Arena

Pospuesto para el 17 de abril.
- 13 de marzo de 2012, Caserta (Italia), PalaMaggio

El dos de marzo mediante un comunicado se informó la cancelación de este concierto por asuntos impostergables de la artista.
- 15 de marzo de 2012, Caserta (Italia), PalaMaggio

Pospuesto para el 21 de marzo.
- 16 de marzo de 2012, Caserta (Italia), PalaMaggio

Pospuesto para el 22 de marzo.
- 21 de marzo de 2012, Perugia (Italia), PalaEvangelist

Pospuesto para el 9 de junio.
- 3 de abril de 2012, Treviso (Italia), PalaVerde

Cancelado por el re-acomodo de fechas después del accidente de Reggio Calabria.
- 4 de agosto de 2012, Lecce (Italia), Piazza Palio

El concierto originalmente programado al Stadio Via del Mare fue cambiado a la Piazza Palio porque el calendario deportivo del estadio chocaba con el concierto de la cantante. El concierto fue definitivamente cancelado un día antes del evento debido al asesinato de un operario ocurrido en el lugar del concierto mientras se montaba la estructura del palco de la Fiera di Lecce. Aunque los medios de comunicación italianos inicialmente manejaron la noticia de que el operario había muerto en un accidente similar al de Reggio Calabria los organizadores de la gira emitieron un comunicado dando fe de que la estructura del escenario de Pausini aún se encontraba en Malta. Posteriormente las autoridades locales confirmaron que el accidente no había tenido nada que ver con el montaje del espectáculo.
- 4 de diciembre de 2012, Milán (Italia), Mediolanum Forum

Cancelado por el embarazo de la cantante.
- 5 de diciembre de 2012, Milán (Italia), Mediolanum Fórum

Cancelado por el embarazo de la cantante.
- 11 de diciembre de 2012, Roma (PalaLottomatica)

Cancelado por el embarazo de la cantante.
- 12 de diciembre de 2012, Roma (PalaLottomatica)

Cancelado por el embarazo de la cantante.

## Curiosidades
- El escenario y el espectáculo son barrocos. Están basados en las ruinas de un templo de Bernini.
- El show tiene 5 partes que son: pop, dance, rock, acústico y bises.
- Las canciones están arregladas en un modo mucho más atrevido en directo. Ella misma dice que se atreve incluso mucho más que en el disco.
- Los bailarines y Laura llevan vestidos de led's rojos durante el Medley Dance.
- Durante la interpretación de la canción "Invece no" Laura vuela sobre el escenario y viste una falda de 4 metros de largo con LEDs de diferentes colores diseñada exclusivamente para ella por la casa de moda inglesa CuteCircuit, esto solo en los conciertos Italianos previos al accidente de Reggio Calabria.[5]
- En la parte rock, toca ella también la guitarra, una guitarra blanca. Específicamente en la canción Inédito.
- Hay un momento House en un cambio de vestido, en el que Bruno Zuchetti se convierte en DJ.
- Durante la primera etapa americana, después del cambio de vestuario para la canción A simple vista Laura aparecía entre el público.
- En los conciertos de Verona, Laura aparecía desde detrás de la arena atravesando la platea entre el público durante el intro de Benvenuto.
- En el concierto de Santiago, Chile, Laura vuelve al escenario con una bata desde camerinos y canta a capela "las cosas que no me espero".